# سیارک ۳۹۸۰
سیارک ۳۹۸۰ (به انگلیسی: 3980 Hviezdoslav، نامگذاری:1983XU) سه هزار و نهصد و هشتادمین سیارک کشف شده‌است که در ۴ دسامبر ۱۹۸۳ کشف شد.
قدر مطلق سیارک برابر ۱۲٫۷۰ است.